# 奥古斯特·桑德
奥古斯特·桑德（August Sander，1876年11月17日—1964年4月20日），德国摄影师，因拍摄了大量写实人物摄影而出名，被誉为“德国人性的见证者”。

## 经历
桑德出生于德国莱茵地区的黑尔多夫，是九个兄弟中最矮小的一位。他的父亲是一名在矿产工作的木匠，有一些绘画天赋，教会了桑德一些素描基础。桑德家境贫苦，小学毕业后就去矿场工作了。一次偶然的机会，他被选中去做一位摄影家的助手。通过这次的经历，使得桑德爱上了摄影。他的家人支持他摄影，一位富有的叔叔支持了资金购买他的摄影所需要的设备，并建立了自己的暗房。
1897年到1899年，桑德在军中服役，担任一名摄影师的助手。退伍之后，桑德在奥地利的林兹做起了商业摄影师。起初他赚了一笔钱，但很快又因投资失误而欠下了债务，为了躲债，他回到德国。他在科隆重新开了一家照相馆。
第一次世界大战开始了，桑德再次入伍。战争结束之后，桑德的照相馆被大量前来拍摄身份证照片的人围住，因为德国战败后重新录入身份证件。为了提高工作效率，桑德让顾客们站成排拍集体照，然后再把每个人的照片剪下来。拍摄身份证照的人潮让桑德他大赚了一笔。这种方式简单快捷，也塑造了他日后集体照片的风格。在此期间，他结识了画家斯威特为友。
当拍摄身份证照的热潮过后，他开始了名叫“20世纪的人们”的拍摄计划，照片的主题是以各行各业工作的德国劳动人民。桑德听从了友人斯威特的劝告，不对肖像采取模糊处理，采用最简单的平光相纸，力求还原真实的细节。他以故乡周围的农民为起点，开始了自己的宏大计划。1929年，桑德的第一本摄影集《时代的脸孔》出版，包含60幅照片。按照他的构想，这套摄影集共七本，以人的职业归属分类，农民、熟练的手工艺人、女人、各类职业身份者、艺术家、城市人和社会边缘人，共600幅照片。然而这一计划最终也没有完成。《时代的脸孔》一书在1934年被纳粹党收集销毁，他家中的底片也被烧毁。剩下的底片也在1944年的轰炸与1946年的大火中化为灰烬，《二十世纪的人》这本巨著也最终流产。只有在他的专集中以小单元的形式出现。
桑德的儿子艾力克（Erich Sander）因为参加德国社会主义劳动党（Socialist Workers' Party of Germany）而被捕，在1944年死于集中营。
战后从威斯特伍德回到科隆，1946年举办了摄影展。1964年在科隆去世了。

## 评价
评论家赫兹这么写到：“桑德成为威玛共和国的编年史，横夸威廉大帝的没落和希特勒的升起。那段日子的德国在矛盾的激情中沸腾，是一块梦想和梦愿，希望和堕落交替出现的土地。令人兴奋的早期政治自由气氛，慢慢地转变成极权带来的厄运。桑德平静地观看，他的相机不带热情地追寻德国人的心路历程……当我们在那失去的岁月搜寻那些脸孔时，我们惊恽地看到自己的反射。”
英国摄影史论家伊安· 杰夫里在评价桑德时说：“桑德的照片有很大的启发性——这更像一篇小说的起点，而不是一张社会学的插图。”可以说，冷静和诚实是桑德肖像艺术最为可贵的品质，也是桑德获得洞察力与灵感的主要源泉。